# Giuseppe Bausardo
Giuseppe Bausardo SDB (Cairo, 24 de abril de 1951) - sacerdote católico romano egípcio, SDB, Vigário Apostólico de Alexandria em 2001-2008, aposentado em 2008 no Vicariato Apostólico de Alexandria.
Entrou no noviciado salesiano no Líbano em 1965 e fez os votos perpétuos em 1974. Estudou filosofia e teologia em Cremisan.
Foi ordenado sacerdote em 2 de julho de 1978. Foi, inter alia, decano da escola profissional italiana no Egito de 1988-1991 e superior dos salesianos do Cairo (1995-2001). De 1993 a 2001 foi Conselheiro Inspetorial dos Salesianos no Egito.
Em 24 de fevereiro de 2001, o Papa João Paulo II o nomeou vigário apostólico de Alexandria com a sé titular de Ida na Mauritânia. Ele foi ordenado bispo em 3 de junho daquele ano pelo arcebispo Paolo Giglio - o núncio apostólico no Egito.
Em 2008, por motivos de saúde, renunciou ao cargo, que foi aceito em 29 de outubro pelo Papa Bento XVI.